# Rạch Giồng
Rạch Giồng là một con sông đổ ra Sông Soài Rạp. Sông có chiều dài 12 km và diện tích lưu vực là km². Rạch Giồng chảy qua tỉnh Long An và Thành phố Hồ Chí Minh.